# Hyperolius sheldricki
Hyperolius sheldricki és una espècie de granota petita de la família dels hiperòlids. És endèmica del sud-est de Kenya. La localitat tipus es troba al Parc Nacional de Tsavo East.